# بارتولوميو دياز
بارتولوميو دياز (بالبرتغالية: Bartolomeu Dias أو Bartholomew Diaz) (ولد تقريبا عام 1450 – توفي 29 مايو 1500 م) هو مستكشف برتغالي أبحر حول رأس الرجاء الصالح، القمة الجنوبية لقارة أفريقيا في عام 1488 م، فكان أول أوروبي يقوم بهذا العمل.
كان بارتولوميو دياز صغيراً على الالتحاق بكلية هنري البحار في ساغر، ولكنه انضم إلى الحركة من أجل تعزيز الاستكشاف التي نشطت بعد بضع سنين من وفاة هنري الملاح، وفي عام 1486 م كلفه الملك جواو الثاني بالبحث عن طريق على طول الساحل الأفريقي الجنوبي، فبلغ سنة 1488 م أقصى نقطة جنوبية في القارة الأفريقية، ولكنه عاد بسبب الطقس الرهيب، مجتازاً الرأس الذي دعاه «رأس العواصف».
ولما عاد إلى الوطن استقبله الملك جواو الثاني وحياه وطمأنه بقوله: «دعنا نسميه رأس الرجاء الصالح». وهكذا كان، إذ بعد بضع سنوات دار من حوله الرحالة البرتغالي فاسكو دا غاما بنجاح وأكمل طريقه إلى الهند.

## بدايات حياته
يحتمل أن بارتولوميو هو أحد أقارب جواو دياز أحد البرتغاليين الأوائل الذي مروا برأس بوجدور، ودينيس دياز، مكتشف جزر الرأس الأخضر (1445). في عام 1478 ظهر شخص يدعى بارثولوميو دياز، على الأغلب أنه هو نفسه المكتشف، وقد أعفى من بعض الدفعات العرفية على العاج الذي جلب من ساحل غينيا. في عام 1481 قاد دياز إحدى السفن التي أرسلت من قبل الملك جواو الثاني تحت إمرة ديوغو دازاموجا إلى ساحل الذهب ‏. ويظهر أنه في عام 1486 كان فارسا عند عائلة الملك ومدير المخازن الملكية؛ وفي 10 أكتوبر في هذه السنة استلم دخلا سنويا قدره 6,000 ريال برتغالي من الملك جواو عن «خدماته القادمة».

## رحلته إلى رأس الرجاء الصالح
في زمن بعد هذا (من المحتمل أنه حوالي يوليو أو أغسطس 1487، بدلاً من يوليو 1486، التاريخ التقليدي) أبحر من لشبونة بثلاث سفن لمواصلة الاستكشاف في أفريقيا ليتقدم كثيرا عن حملة ديوغو كاو (1482 – 86). واجتاز بعدها النقطة التي وصلها كاو قرب رأس كروس (الموجود حاليا في ناميبيا) في خط عرض 21° 50 ' جنوبا، ونصب عمودا على المكان الذي يعرف الآن باسم نقطة دياز، جنوب أنغرا بيكينا أو خليج لودريتز، في خط عرض 26° 38 ' جنوبا؛ وما زال جزء منه باقيا.
ذكر المؤرخ جواو دي باروس أن دياز انطلق من هذه النقطة لثلاثة عشر يوما نحو الجنوب أمام الرياح القوية، التي تحولت إلى طقس عاصف وخطير، في خط عرض جنوبي عالي نسبيا، في مكان بعيد جنوب رأس كروس. عندما هدأت العاصفة توقف البرتغاليون شرقا؛ وفشلوا في العثور على اليابسة بعد عدة أيام من البحث، وتحولوا شمالاً ثم وصلوا للساحل الجنوبي لمستعمرة الكاب في خليج موسيل (سماه دياز باهيا دوس فاكيروس)، في منتصف الطريق بين رأس الرجاء الصالح وبورت إليزابيث (3 فبراير 1488).
من هناك تقدموا مع الساحل نحو الشرق، ومروا بخليج ألغوا (سماه دياز باهيا دا روكا)، ونصبوا الأعمدة (أو ربما صلبان خشبية)، كما يقال، على أحد الجزر في هذا الخليج أو قرب رأس بادروني أبعد إلى الشرق؛ ولم يبقى لأي من هذا أي أثر. بدأ الضباط والرجال يصرون على العودة، وتمكن دياز من إقناعهم بالذهاب إلى حد مصب نهر غريت فيش (سماه دياز ريو دو إيفانتي، والذي سماه على زميله النقيب جواو إيفانتي).
في هذه النقطة، نحو منتصف الطريق بين بورت إليزابيث وإيست لندن (وبالتأكيد من رأس بادروني)، أصبح الاتجاه الشمالي الشرقي للساحل واضحا: تم فتح الطريق للدوران حول أفريقيا. وصل إلى أقصى جنوب شبه جزيرة الكاب، والتي أعجبته مرتفعاتها الرائعة (جبال تيبل وغيرها)، ويقول دي باروس أنه أعطى الرأس اسم رأس العواصف (بالبرتغالية: Cabo Tormentoso) لذكرى العواصف التي واجها في هذه المياه الجنوبية البعيدة؛ هذا الاسم (في الحكاية المعروفة) تم تغييره من قبل الملك جواو إلى اسم رأس الرجاء الصالح (بالبرتغالية: Cabo da Boa Esperança). وتقول بعض المصادر أن دياز نفسه هو من أعطي الرأس اسمه الحالي.
هناك نصب صخري ومن المحتمل أنه آخر عمود نصبه المستكشف لكنه بقاؤه في المجهول طويلا صعب جمع المعلومات عنه. توقف لفترة في إيليا دو برينسيبي (جزيرة برينسيب التي تقع إلى الجنوب الغربي من الكاميرون، وهي الآن جزء من ساو توميه وبرينسيب) بالإضافة إلى ساحل الذهب، وعاد إلى لشبونة في ديسمبر 1488. هناك ملاحظة ذكرت في كتاب صورة العالم بقلم بيير ديلي (يحتمل أنها أخذت من كريستوفر كولومبوس نفسه) يثبت صاحب هذه الملاحظة عودة دياز إلى لشبونة في ديسمبر 1488، ويقول بأنه كان حاضرا في مقابلة دياز مع ملك البرتغال، عندما وصف المستكشف رحلته البحرية وأظهر طريقه على المخططات التي كانت عنده. هناك ملاحظة مماثلة لكن قصيرة في نسخة البابا بيوس الثاني من كتاب Historia rerum ubique gestarum.
اكتشف دياز ما مجموعه 1260 ميل (حوالي 2000 كم) من السواحل المجهولة حتى تلك الفترة؛ وقام برحلة بحرية أخرى، كما تبادل الرسائل مع بيرو دي كوفيليا (الذي وصل من طريق القاهرة وعدن إلى مليبار من جهة وساحل زنجبار على الجهة الأخرى حتى أقصى جنوب سفالة، في أعوام 1487 – 1488) فمثل كل هذا حلا لمشكلة الطريق حول أفريقيا إلى جزر الهند الشرقية وأراضي أخرى من جنوب وشرق آسيا.

## رحلاته اللاحقة
لا يوجد سجل عن أي جائزة وافية لدياز. عندما تم تحضير البعثة الهندية العظيمة (بقيادة فاسكو دي غاما) راقب بارثولوميو دياز عملية بناء وتجهيز السفن؛ عندما أبحر الأسطول في عام 1497، رافق دا غاما إلى جزر الرأس الأخضر، ثم تركه بعد أن طلب حضوره إلى إل مينا على ساحل الذهب. وفي رحلة كابرال البحرية في عام 1500 سمح له بالاشتراك في اكتشاف البرازيل (22 أبريل)، ومن هناك ساعد في توجيه الأسطول إلى الهند؛ لكنه مات في عاصفة كبيرة عند رأس العواصف الذي خلد اسمه. وقال عنه المؤرخ غالفانو أنه مثل ما حدث مع موسى، فقد سمح له برؤية الأرض الموعودة، لكن لا أن يدخل فيها. أما عن العواميد التي نصبها فبعضها موجود في متحف الكاب والبعض الآخر في لشبونة.